# 64GBパック
64GBパック（ロクヨンジービーパック）は、NINTENDO 64の周辺機器である。1998年8月1日にポケモンスタジアムに同梱される形で発売され、後に単品でも発売された。単品での定価は1,400円（税別）。

## 概要
NINTENDO 64 コントローラのコネクタを通して、ゲームボーイのロムカセットを接続するために用いる。NINTENDO 64のソフトと相互にデータを連動させたプレイを楽しむことができる。
PlayStationのPocketStationやドリームキャストのビジュアルメモリのように、据置機と携帯機を連動させる発想の先駆けと言える。
使用できるのは対応ソフトのみであり、例えばスーパーファミコンにおけるスーパーゲームボーイのように、ゲームボーイソフトをテレビでプレイするための周辺機器としては使用できない。
例外としてポケモンスタジアムシリーズは、GBパックにセットした対応するゲームボーイ版ポケットモンスターをテレビでプレイすることができる。
連動の内容としては、GBソフト側で育てたキャラクターを64ソフト側に移動させ対戦などで使用する、というものが多い（ポケモンスタジアム、マリオゴルフ、マリオテニスなど）。

## 問題点
コントローラとパックの端子、パックとロムカセットの端子の2点で接触しているので、少しの衝撃で接触不良が発生しゲームが中断してしまう事が多い。まして接続箇所であるコントローラは常に手で持ち、ゲームによっては激しく動かしてしまうものである。データ通信の最中にこのような接触不良が起こると、データが消失してしまう危険性も高い。
対処法として、操作するコントローラとパックを接続するコントローラを別にするという手があるが、余分なコントローラが必要となってしまい、特に多人数プレイは困難となる。さらに、ゲームやモードによっては操作と接続を同じコントローラで行う必要があり、この対処法は使えない。
非純正コントローラの一部に64GBパックを奥まで差し込めず対応していないものが存在する。

## 64GBパックの後続
64GBパック以降、任天堂の据置ゲームと携帯ゲームは直接的に連動するようになった。
ニンテンドー ゲームキューブとゲームボーイアドバンスを接続するGBAケーブルは、ロムカセット自体ではなくゲームボーイアドバンス本体の通信端子へ接続する。ゲームボーイアドバンス自体をコントローラとして使用することもできるので、上に挙げたような問題点を解決したと言えるだろう。
WiiとニンテンドーDS、Wii Uとニンテンドー3DSにおいては、周辺機器を使用せずとも両者でワイヤレス通信が可能である。

## 対応ソフト
原則NINTENDO64ソフトの発売日順に列挙する。
| NINTENDO64ソフト                              | ゲームボーイソフト                                                             | 備考                             |
| --------------------------------------------- | ------------------------------------------------------------------------------ | -------------------------------- |
| スーパービーダマン バトルフェニックス64       | スーパービーダマン ファイティングフェニックス                                  | 64GBパックに先行して発売された。 |
| ポケモンスタジアム・ポケモンスタジアム2       | ポケットモンスター 赤・緑・青・ピカチュウ                                      |                                  |
| ぬし釣り64                                    | 海のぬし釣り2                                                                  |                                  |
| 実況パワフルプロ野球6                         | パワプロクンポケット                                                           |                                  |
| マリオゴルフ64                                | マリオゴルフGB                                                                 |                                  |
| PDウルトラマンバトルコレクション64            | 全GBソフト                                                                     |                                  |
| トランスフォーマー ビーストウォーズメタルス64 | 決闘トランスフォーマー ビーストウォーズ ビースト戦士最強決定戦、及び全GBソフト |                                  |
| スーパーロボット大戦64                        | スーパーロボット大戦リンクバトラー                                             |                                  |
| ロボットポンコッツ64 〜七つの海のカラメル〜   | ロボットポンコッツ無印版、及び全GBソフト                                       |                                  |
| ぷよぷよ〜んパーティー                        | ぽけっとぷよぷよSUN                                                            |                                  |
| チョロQ64 2 ハチャメチャレース                | チョロQ ハイパーカスタマブルGB                                                 |                                  |
| 実況パワフルプロ野球2000                      | パワプロクンポケット2                                                          |                                  |
| ぬし釣り64 潮風にのって                       | 川のぬし釣り4                                                                  |                                  |
| マリオテニス64                                | マリオテニスGB                                                                 |                                  |
| ポケモンスタジアム金銀                        | ポケットモンスター 赤・緑・青・ピカチュウ・金・銀・クリスタル                  |                                  |
| マリオアーティスト ペイントスタジオ           | ポケットカメラ                                                                 |                                  |
| マリオアーティスト タレントスタジオ           | ポケットカメラ                                                                 |                                  |
| パーフェクトダーク                            | パーフェクトダーク                                                             | 海外版のみ                       |
| ミッキーのレーシングチャレンジUSA             | ミッキーのレーシングチャレンジUSA                                              | 海外版のみ                       |